# Cieśnina Sycylijska

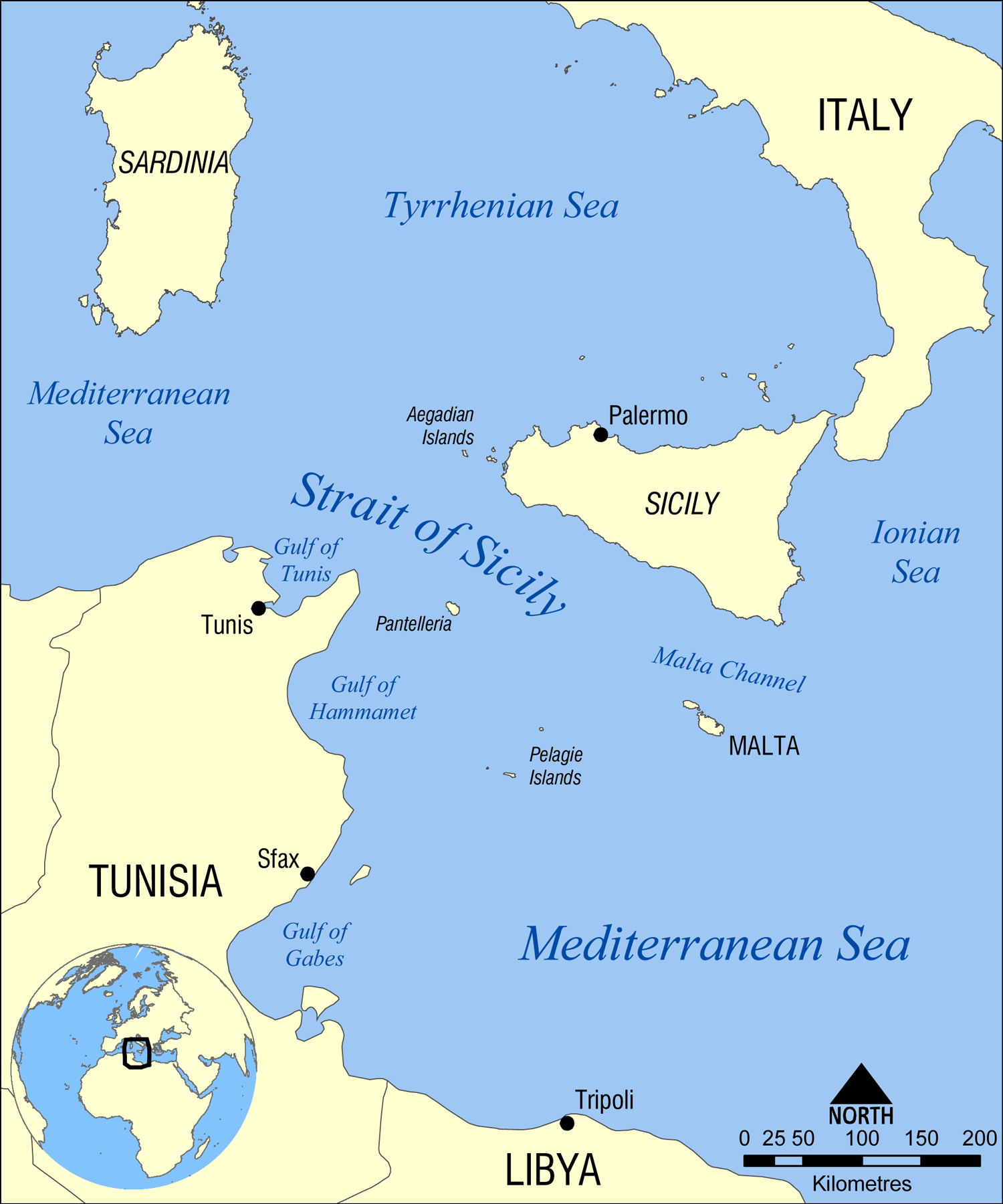
Cieśnina Sycylijska

Cieśnina Sycylijska (arab. ‏Madik Sikillijja‎; wł. Canale di Sicilia) – cieśnina na Morzu Śródziemnym leżąca pomiędzy Sycylią a tunezyjskim przylądkiem Ar-Ras at-Tajjib (Cap Bon). Najmniejsza szerokość 148 km, głębokość do 1200 m. W środkowej części cieśniny znajduje się włoska wyspa Pantelleria.